# ایتاناهالی
ایتاناهالی (به انگلیسی: Aithanahalli) یک منطقهٔ مسکونی در هند است که در کارناتاکا واقع شده‌است.